# Szigeti József (színművész)
Szigeti József (családi nevén Tripammer József) (Veszprém, 1822. május 11. – Budapest, 1902. február 26.) színműíró, színész, a Magyar Tudományos Akadémia levelező tagja és a Kisfaludy Társaság tagja.

## Pályája

1880-as portréja

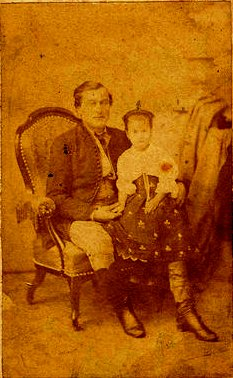
Szigeti József és leánya, Vízvári Gyuláné, Szigeti Jolán 1860-ban

Apai ősei a hagyomány szerint Mecklenburgból vándoroltak Veszprémbe, ahol apja, Tripammer Mátyás vagyonos vaskereskedő volt, akit Veszprém város birájának is megválasztottak. Édesanyja, Martinkovics Anna, nővére révén Kopácsy József hercegprímás rokona volt. Az elemi iskolát és a gimnáziumot Veszprémben végezte, 1832 és 1838 között a piarista gimnázium 1-4. grammatikai és 1-2. humán osztályinak diákjaként. (Tehát mind a hat akkori gimnáziumi osztályt ott végezte.) Osztálytársai voltak többek között Vas Gereben és Szoldatits Ferenc.
Jó tanuló volt, így tanulmányait a pesti egyetem jogi karán folytatta. Eközben azonban szülei tilalma ellenére színész lett. Ekkor változtatta Tripammer családi nevét Szigetire. Először Jászberényben lépett fel 1841. október 3-án a Peleskei nótáriusban, ebben négy szerepet kellett játszania. 1844-ben Lendvayné közbenjárására Pesten is szerepelt, ezután nyomban a Nemzeti Színházhoz szerződtették, és félszázadon át itt működött. Az első tíz évben alig jutott neki való szerepekhez. Kitűnő jellemszínész volt, humoros alakok ábrázolásában nagy sikerei voltak; víg kedély és férfias erő jellemezte. 1865-ben az országos színművészeti akadémia (akkor színészeti tanoda) megalakításakor annak drámai gyakorlati tanárává nevezték ki, és ezt az állását az 1880-as évekig megtartotta. 1865-ben a Kisfaludy Társaság tagjává, 1882-ben a Magyar Tudományos Akadémia levelező tagjává választotta. 1895-ben nyugalomba vonult, 1902-ben Budapesten halt meg. 
A Magyar Tudományos Akadémián 1905-ben Berczik Árpád tartott fölötte emlékbeszédet.
Szigligeti Ede pályatársa volt, ő is elsősorban a színpad számára írt. Darabjainak művészi kidolgozásával keveset törődött; úgy gondolta, hogy a közönség meghódítására a színészek ügyes alakítása a legelső feltétel; a drámai munkákat amúgy is csak kevesen olvassák. Színműveit laza szerkezet, hevenyészett jellemrajz, pongyola stílus jellemzi, a meseszövésben sok a következetlenség. Egy-egy tetszetős ötlet vagy hatásos epizód kedvéért gyakran feláldozta meséinek és jellemeinek valószerűségét. Hajlott a bohózat felé, szerette túlozni a komikus helyzeteket. Jelesebb színésztársai számára hálás szerepeket írt, de a mellékszerepeket elhanyagolta. A népszínmű írás terén határozott érdemei vannak (A vén bakancsos és fia, a huszár, Kísértet és csizmadia), majd mindegyik népszínművében teremtett néhány sikerült alakot.  
Színdarabjait 1846-tól kezdve játszották a Nemzeti Színházban. Csak néhány darabját nyomatta ki, pedig egyik-másik nagy sikerrel került színre a fővárosi és a vidéki színpadokon. Egyedül Szigligeti Ede aratott nála nagyobb sikereket. A kiegyezés évéig Szigligeti Ede 87 darabjával 842 estét foglalt le, Szigeti József 12 darabját 237 estén át adták.
Sírja a Fiumei úti sírkertben található. Egykori síremléke, ahol öccsével, Imrével együtt 1942-ig nyugodott a Kerepesi temető 29/1. parcellájában a Gerenday-műhely alkotása volt, melyen sírfeliratát egyik sikeres szerepéből (Shakespeare: Lear király, Kent) idézték: „…S így Kent búcsút veszen S öreg lábakkal új országba megy.” Jelenlegi sírját (34/1-3-21) 2010-ben a Nemzeti Emlékhely és Kegyeleti Bizottság újíttatta fel, sírfeliratát öccse nevének feltüntetésével javítva.

## Munkái
- Dalok a Viola című népszínműből. Zenéjét szerzette Bognár Ignác. Pest, 1854. (A Violát A falu jegyzője nyomán írta; Eötvös József regényéből dramatizált népszínművét 1851-től kezdve nagy sikerrel játszották az egész országban.)
- Vén bakancsos és fia a huszár. Népszínmű. Pest, 1855. (A Nemzeti Színházban 1855-től kezdve sokszor adták.)
- Dalok a Kísértet című népszínműből. Zenéjét szerzette Bognár Ignác. Pest, 1856. (A Kísértet és csizmadia, más néven: Csizmadia mint kísértet, először 1856-ban került színre a Nemzeti Színházban; nagy sikere volt.)
- Dalok az Okos bolond című népszínművéből. Zenéje Bognár Ignáctól. Pest, 1856.
- Egy színész naplója. Pest, 1856. (Ifjúkori emlékei.)
- Dalok Szép juhász című népszínműből. Zenéje Egressy Bénitől. Pest, 1857.
- Szerelem és örökség. Vígjáték. Pest, 1858. (Első előadása 1857-ben. A kétfelvonásos darabot a szerző később Nőemancipáció címmel háromfelvonásos vígjátékká bővítette.)
- Vén bakancsos és fia a huszár. Eredeti népszínmű 3 szakaszban. Pest, 1858. (Nemzeti Színház nyugdíjintézeti Naptár 1858-ra 86-112. l. színezett kőny. képpel. Németül: ford. Dux Adolf. Wien, 1858).
- Toldi. Színmű. A Kisfaludy Társaság Évlapjai. Új folyam. 5. köt. Pest, 1871. (Székfoglalója a Kisfaludy Társaságban. A színpadon csakúgy nem volt sikere, mint Széchy Máriáról írt színművének.)
- Kolostorból. Vígjáték. Budapesti Szemle. 1886. évf. (Ezzel a verses egyfelvonásosával foglalta el székét a Magyar Tudományos Akadémia-n.)
- Szigeti József drámái. Kiadja Bayer József. Budapest, 1914. (A Kisfaludy-Társaság Nemzeti Könyvtára. Tartalma: A vén bakancsos;  népszínmű; Becsületszó:  vígjáték; Falusiak:  vígjáték; Rang és mód:  színmű; Kolostorból:  vígjáték.)
- Művészet-imádás. Regény. Kiadja Országos Irodalmi Részvénytársaság, Budapest, 1896[11]

### Kéziratban
Egy táblabiró a márcziusi napokban,  vígj. 3 felv., alkalmi darab 1848.; Viola,  népszínmű 1841.; Kísértet, népszínmű 3 felv.; Jegygyűrű, népszínmű 3 felv.; Okos bolond, bohózat 3 felv.; Becsületszó, vígj. 1 felv., pályanyertes mű; Szép juhásznő, népszínmű 3 felv.; Falusiak, vígj. 3 felv. 1863.; Jó madár, vígj. 3 felv. 1864.; Mérget ivott, vígj. 2 felv.; Toldi, népszínmű 3 felv. 1871. stb.